# F/A-XX program
F/A-XX — программа разработки и приобретения будущего истребителя шестого поколения, призванного заменить F/A-18E/F Super Hornet ВМС США и дополнить F-35C, начиная с 2030-х годов. Требование было впервые выявлено в июне 2008 года. Ожидается, что F/A-XX станет компонентом пилотируемого истребителя и центральным элементом семейства систем военно-морского флота следующего поколения Air Dominance (NGAD). Хотя эта программа имеет идентичное название и использует некоторые технологические разработки, она отличается от программы истребителей шестого поколения NGAD ВВС США.